# Contea di Atchison (Missouri)
La contea di Atchison in inglese Atchison County è una contea dello Stato del Missouri, negli Stati Uniti. La popolazione al censimento del 2000 era di 6 430 abitanti. Il capoluogo di contea è Rock Port.

## Geografia fisica
Secondo lo United States Census Bureau, la contea ha una superficie di 1.424 km² di cui 1.417 km² è terra (99.50 %) e 7,3 km² (0,5%) acque interne.
Il confine occidentale della contea è delimitato dal fiume Missouri e il Nebraska.

### Contee confinanti
- Fremont County (Iowa) (nord)
- Page County (Iowa) (nordest)
- Nodaway (est)
- Holt (Missouri) (sud)
- Richardson (Nebraska) (sudovest)
- Nemaha (Nebraska) (ovest)
- Otoe (Nebraska) (nordovest)

## Storia
Originariamente conosciuta come Allen County dopo aver ottenuto l'indipendenza dalla contea di Holt nel 1843. La contea è stata ufficialmente organizzata il 14 febbraio 1845 e il nome per il senatore degli Stati Uniti David Rice Atchison dal Missouri.

## Infrastrutture e trasporti

### Principali autostrade
- Interstate 29
- U.S. Route 59
- U.S. Route 136
- U.S. Route 275
- Route 46
- Route 111

### Aeroporti
La Contea di Nodaway è servita da Northwest Missouri Regional Airport di Maryville, che è un aeroporto di aviazione generale con nessun servizio commerciale..

## Geografia antropica

### Città
- Rock Port (Capoluogo di contea)
- Fairfax
- Tarkio
- Westboro

### Villaggio
- Watson

### Census-designated place
- Blanchard
- Phelps City

### Area non incorporata
- Langdon

### Township
La Contea di Atchison è divisa in 11 townships
| - Benton - Buchanan - Clark - Clay | - Colfax - Dale - Lincoln - Nishnabotna | - Polk - Tarkio - Templeton |